# Giolittismo (política italiana)

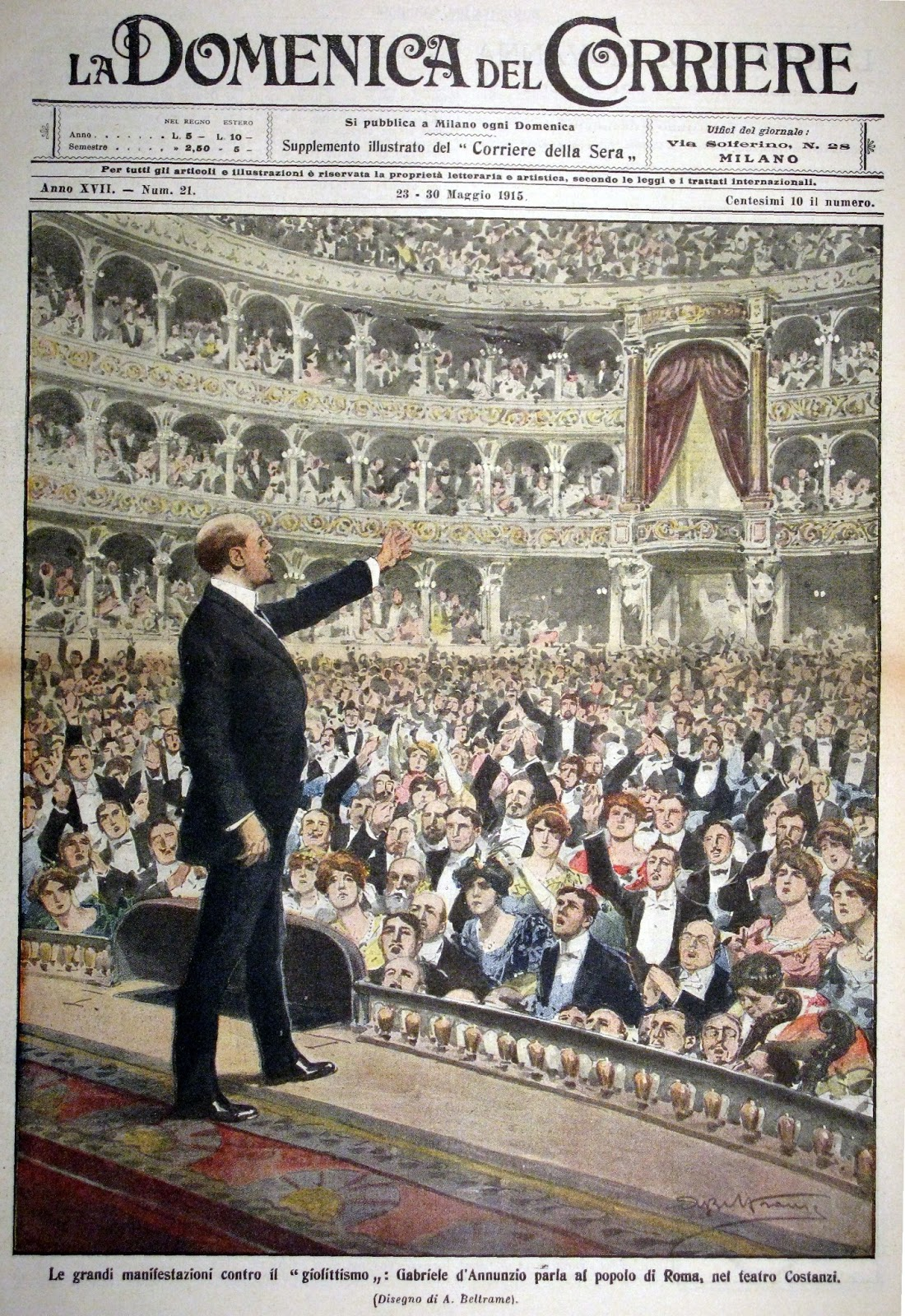
O artista italiano Achille Beltrame denuncia o giolittismo no Teatro da Ópera de Roma (1915).

Giolittismo é um conceito político cunhado na Itália da virada do século XIX para o XX, caracterizando um modo de fazer política baseado nas relações pessoais, na fraude eleitoral e na violência política. O termo deriva de Giovanni Giolitti, primeiro-ministro italiano e um dos principais adeptos dessas práticas no período.
Envolvido no “Escândalo da Banca Romana” (1893), Giolitti se afastou da política italiana por uma década, retornando ao posto de presidente do Conselho de Ministros (primeiro-ministro) em 1903, quando colocou em prática uma política ambígua: no norte do país, mais industrializado e democrático, o mandatário apoiava o sufrágio universal masculino e os direitos trabalhistas; no sul, mais rural e clientelista, ele reforçava o poder dos proprietários de terras e da Igreja Católica.
O giolittismo é, acima de tudo, a supremacia do chefe político sobre as lealdades partidárias, os programas de governo e as ideologias políticas. Os partidos políticos se colocam a serviço das lealdades locais e dos interesses pessoais e os líderes frequentemente se utilizam da corrupção e da violência para se manter no poder e calar os adversários. A prática, dentro do contexto do “transformismo” italiano, ajudou a desacreditar o parlamentarismo e as instituições públicas da Itália Liberal (1861-1922), pavimentando o caminho rumo ao fascismo.